# Michiel Dieleman
Michiel Dieleman (29 d'abril de 1990) és un ciclista belga, professional des del 2016. Actualment corre a l'equip Cibel-Cebon.

## Palmarès
- 2014
  - 1r a la Copa de Bèlgica
- 2015
  - 1r al Trofeu Wim Hendriks
- 2017
  - Vencedor d'una etapa a la Volta a la Província de Lieja